# 三江平原
三江平原（さんこうへいげん）とは、中華人民共和国黒竜江省東部を占める東北平原の一部。白頭山以北、小興安嶺山脈以東、黒竜江以南、ウスリー川以西の範囲で、黒竜江、ウスリー川、松花江の三つの河川が運搬してきた物が堆積して出来た平原なので、三江平原と言う名前になっている。また、国家的にはロシアと国境を接する位置にある。
平原の大部分は沼地であり、作物としては春小麦の産出が多い。ケッペンの気候区分に於いては亜寒帯冬季少雨気候（Dwb）に属している。コウノトリ、ナベコウ、タンチョウ、マナヅル、ソデグロヅルおよびコウライアイサ、サカツラガン、オオハクチョウ、オシドリ、アカハジロなどのガンカモ類の生息地として、2002年と2011年に七星河流域を含む一部はラムサール条約登録地となった。